# 1960年スコーバレーオリンピックのバイアスロン競技
1960年スコーバレーオリンピックのバイアスロン競技（1960ねんスコーバレーオリンピックのバイアスロンきょうぎ）はスコーバレーのマッキンニー・クリーク・スタジアムで男子のみ1種目が実施された。

## 競技結果

### 男子20km
- 1960年2月21日

| 順位 | 国・地域     | 氏名                         | 総合タイム（ミスショット） |
| ---- | ------------ | ---------------------------- | -------------------------- |
| 金   | スウェーデン | クラス・レスタンデル         | 1時間33分21秒6（0）        |
| 銀   | フィンランド | アンティ・チルベイネン       | 1時間33分27秒7（2）        |
| 銅   | ソビエト連邦 | アレクサンドル・プリヴァロフ | 1時間28分54秒2（3）        |
| 4    | ソビエト連邦 | ヴラジーミル・メラニン       | 1時間35分42秒4（4）        |
| 5    | ソビエト連邦 | ヴァレンチン・プシェニチン   | 1時間36分45秒8（3）        |
| 6    | ソビエト連邦 | ディミトリ・ソコロフ         | 1時間38分16秒7（5）        |
| 7    | ノルウェー   | オーラ・ヴァールハウク       | 1時間38分35秒8（1）        |
| 8    | フィンランド | マッティ・メイニラ           | 1時間39分17秒0（5）        |